# Frank Lacy
Frank Ku-Umba Lacy (* 9. August 1958 in Houston, Texas) ist ein US-amerikanischer afroamerikanischer Posaunist und Komponist des Modern Jazz, der in den letzten Jahren auch als Sänger auf sich aufmerksam machte.

## Leben und Wirken
Frank Lacy stammt aus einer musikalischen Familie; sein Vater war der Gitarrist und Musikpädagoge Frank L. Lacy (1924–2011), die Mutter Gospelsängerin. Er erhielt seit dem achten Lebensjahr Klavier- und später dann Trompetenunterricht. In der Highschool folgten, Tuba, Euphonium und Posaune. 
Von 1976 bis 1979 studierte Lacy Physik an der Texas Southern University, spielte aber auch in Rhythm-and-Blues-Bands und im Jazzensemble der Universität. Von 1979 bis 1982 besuchte er das Berklee College of Music, wo er Komposition studierte, um sich anschließend an der Rutgers University einzuschreiben, wo er bis 1986 Musikwissenschaften und afrikanische Geschichte studierte. Nebenher spielte er mit Studienkollegen wie Branford Marsalis, Donald Harrison, Greg Osby oder Wallace Roney, trat aber auch mit Joanne Brackeen, George Coleman, Woody Shaw, Slide Hampton, Dave Liebman und Lionel Hampton auf. In New York arbeitete er mit dem Quintett von Rufus Reid und trat 1985 mit einem eigenen Quartett auf dem Kool Festival an.
Ab 1986 war er Mitglied von Lester Bowies „Brass Fantasy“ und spielte 1987 auch bei Dizzy Gillespie, Henry Threadgill und Illinois Jacquet, um dann von 1988 bis 1990 mit Art Blakey und seinen Jazz Messengers als Posaunist und musikalischer Leiter zu touren. 1990 veröffentlichte er sein erstes Album „Tonal Weights & Blue Fire“ (auf dem auch sein Vater zu hören war). Ab 1991 trat er weiterhin mit der Big Band von McCoy Tyner auf, spielte in David Murray Big Band Conducted by  Lawrence „Butch“ Morris und leitete in Europa Tourneen, war in München als Theatermusiker beschäftigt („Songs From Poker“, 1992). Dann gründete er mit Frank Lacys 14 Piece Band eine eigene Großformation. 1997 spielte er in Roy Hargroves lateinamerikanischer Band Crisol und war an deren mit einem Grammy ausgezeichneten Album „Habana“ als Solist und Komponist beteiligt. Ferner arbeitete er mit Günther Klatt und der Mingus Big Band, sowie mit Carla Bley, Marty Ehrlich, Michael Formanek, Julius Hemphill, Oliver Lake, Steve Turré, Saskia Laroo, Salim Washington und Emmet Cohen (Vibe Provider).

## Auszeichnungen und Preise
Im Jahr 1984 gewann Lacy beim Notre Dame Festival sowohl als Posaunist als auch als Komponist. Ab 1993 wurde er dreimal vom Down Beat als Talent, das weitere Beachtung verdiene, ausgezeichnet. 2016 wurde er (nachdem er ein Gesangsprogramm mit der Mingus Big Band veröffentlicht hatte) auch als Sänger in der entsprechenden Kategorie hervorgehoben.

## Diskographische Hinweise
- Tonal Weights and Blue Fire (TUTU/Enja 1990, mit Fred Hopkins, Michael Carvin, Frank Lacy sen.)
- Settegast Strut (TUTU/Enja 1995, mit Kathy Williams, Doug Hammond u. a.)
- Songs from ›Poker‹ (TUTU/Enja 1996, mit Nomakosazana, Sharon Rivka, Geoff Warren, Nicolas Simion, Monty Waters, Larry Porter, Tizian Jost, Bill Bickford, Kim Clarke, Ed Schuller, Bruce Ditmas)
- Trio 1032K That Which Is Planted (Passin’ Thru Records 2013 mit Kevin Ray und Andrew Drury)[4]
- Brass Trane (TUTU/Enja 2014, mit Kathy Roberts, Radu Williams, Doug Hammond)
- Ku-umba Frank Lacy & Mingus Big Band Mingus Sings (Sunnyside 2015)